# Harriet Martineau
Harriet Martineau (Norwich, 1802. június 12. – Ambleside, Westmorland, 1876. június 27.) angol írónő és filozófus.

## Életpályája
Hallását már fiatal korában elveszítette. Főként nemzetgazdasági és statisztikai tanulmányokkal foglalkozott. Nagy utazásokat tett Keleten és Amerikában. Nemzetgazdasági munkáin kívül nagyszámú elbeszéléseket ifjúsági és ismeretterjesztő iratokat adott ki. A David Ricardo-féle nemzetgazdasági iskola tanait nagy hatással népszerűsítette. Angolra fordította és 1853-ban két kötetben kiadta Auguste Comte Philosophie positive című művét.

## Főbb művei
- Illustrations on political economy (London 1832–1834)
- Poor law and paupers (uo. 1833)
- Illustrations on taxation (uo. 1834)
- The tendency of strikes to produce low wages (uo. 1834)
- Society in America (uo. 1837)